# Cytisus scoparius subsp. scoparius
Cytisus scoparius subsp. scoparius é uma subespécie de planta com flor pertencente à família Fabaceae. 
A autoridade científica da subespécie é (L.) Link, tendo sido publicada em Enum. Hort. Berol. Alt. 2: 241 (1822).
Os seus nomes comuns são chamiça, giesta, giesta-brava, giesta-negral, giesta-ribeirinha, giesteira, giesteira-comum, giesteira-das-serras, giesteira-das-vassouras, super-giestas, maias ou retama.

## Portugal
Trata-se de uma subespécie presente no território português, nomeadamente em Portugal Continental, no Arquipélago dos Açores e no Arquipélago da Madeira.
Em termos de naturalidade é nativa de Portugal Continental e introduzida nos Arquipélago dos Açores e da Madeira.

## Protecção
Não se encontra protegida por legislação portuguesa ou da Comunidade Europeia.